# Nébuleuse de la Lagune
M8
Pour les articles homonymes, voir M8.
M8 ou la nébuleuse de la Lagune, aussi appelée nébuleuse du Lagon, est une nébuleuse diffuse située dans le Sagittaire. Il s'agit d'un nuage interstellaire où naissent de nombreuses étoiles jeunes.
Elle est visible à l'œil nu sous de très bonnes conditions.

## Histoire
La nébuleuse de la Lagune a été découverte par l'astronome italien Giovanni Battista Hodierna avant l'année 1654, soit presque un quart de siècle avant l'observation de l'astronome britannique John Flamsteed en 1680. Ces deux astronomes l'ont décrite comme une nébuleuse.
Elle a de nouveau été observée par Jean Philippe Loys de Cheseaux en 1746 qui a alors réussi à résoudre quelques étoiles et en conséquence, il l'a classifiée comme un amas stellaire. Un an plus tard, Guillaume Le Gentil a observé l'amas à l'intérieur de la nébuleuse.
Nicolas-Louis de Lacaille, dans sa compilation de 1751-52 a désigné la nébuleuse comme Lacaille III.13 et ce n'est que le 23 mai 1764 que Charles Messier en a fait le huitième objet de son catalogue.
Il a principalement décrit cette région comme un amas en mentionnant la nébuleuse séparément comme entourant l'étoile 9 Sagittarii. Jusqu'à récemment, plusieurs sources identifiaient seulement la nébuleuse à Messier 8 et non la nébuleuse et l'amas ouvert qu'elle contient.
William Herschel a assigné des numéros différents à deux objets de la nébuleuse, soit  H V.9 (NGC 6526) et H V.13 (NGC 6533). John Herschel a catalogué l'amas ouvert NGC 6530 séparément sous la désignation h 3725 et NGC 6523 comme h 3723. Il a aussi découvert une région brillante près du centre de la nébuleuse auquel il a donné le nom de « Hourglass » (Sablier). La nébuleuse bipolaire du Sablier a été étudiée par le télescope Hubble en 1997 et c'est en l'utilisant qu'on a pu déterminer la distance de la nébuleuse de la Lagune.

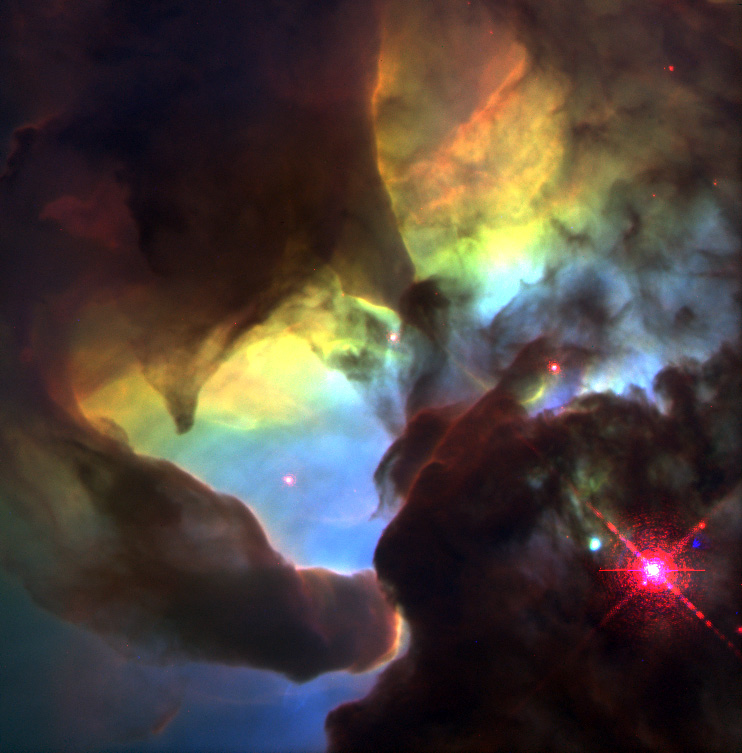
La nébuleuse du Sablier dans Messier 8. (télescope spatial Hubble)

Le nom de “Nébuleuse de la Lagune” a été donné à M8 par l’astronome britannique Agnes Mary Clerke dans son ouvrage "The system of the stars" , publié à Londres en 1890.
La multiplicité des désignations dans la nébuleuse de la Lagune, leur proximité et la difficulté à définir précisément leur position par les découvreurs rend difficile l'attribution de leur découverte. Plusieurs objets sont aussi situés près de M8 : deux amas NGC 6523 et NGC 6530, la nébuleuse IC 1271 qui est peut-être associée à HD165052, une étoile de type O et IC 4678 une autre nébuleuse. On notera au passage que la désignation de la nébuleuse de la Lagune varie d'une source à l'autre. Pour certains NGC 6523 est une partie de la nébuleuse,, pour d'autres NGC 6523 et NGC 6533 sont un doublon, et enfin certains identifient NGC 6533 comme étant la nébuleuse et les autres désignations comme faisant partie de celle-ci.

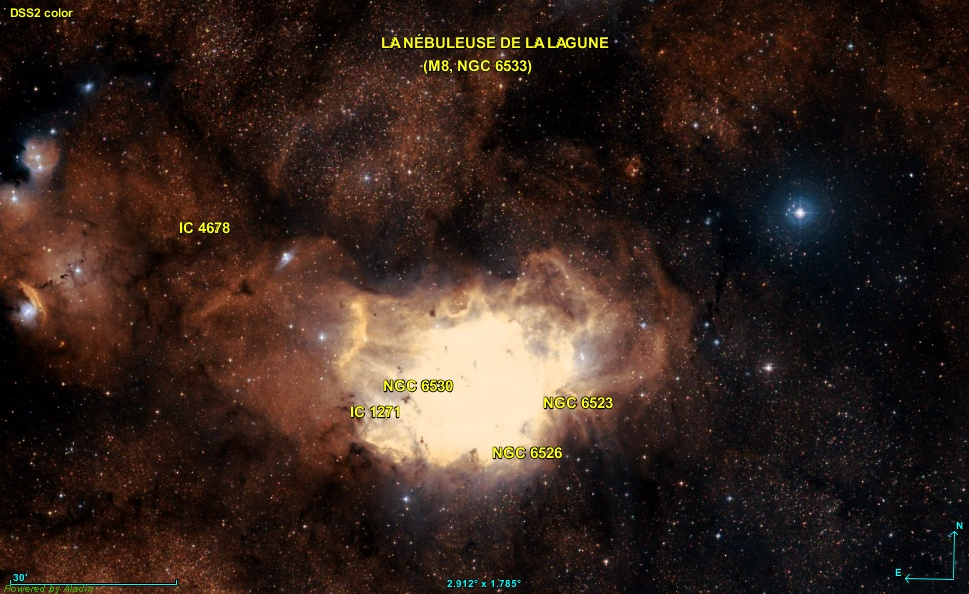
Les multiples objets à l'intérieur de la nébuleuse de la Lagune.

## Caractéristiques
La nébuleuse de la lagune est un immense nuage d'hydrogène et de poussières éclairé par l'étoile 9 Sagittarii. C'est un système binaire d'étoiles constitué de deux géantes bleues  dont les luminosités sont respectivement égales à 316 000 et 562 000 fois celle du Soleil.
La taille apparente de la nébuleuse est d'environ 45′ × 30′ et sa distance à la Terre est d'environ 4 100 années-lumière , ce qui équivaut dans sa plus grande dimension à une taille réelle d'environ 54 années-lumière. Cependant, lorsqu'on observe la nébuleuse dans un télescope de faible puissance, la région brillante autour de celle-ci s'étend sur presque 1,5 degré, soit trois fois le diamètre angulaire de la pleine lune.
La nébuleuse, comme de nombreuses nébuleuses diffuses, contient un bel amas ouvert, NGC 6530, issu de la nébuleuse, d'étoiles jeunes et très chaudes de type O et B âgées de seulement 2 millions d'années. La région du sablier, éclairée par l'étoile Herschel 36, est suspectée d'être le lieu de naissance de nombreuses étoiles,.

## Observation
Du fait de sa magnitude 6, la nébuleuse est visible à l'œil nu dans des conditions idéales, surtout au mois d’août, lorsque les nuits sont les plus sombres et très sèches.
La taille apparente très importante de l'objet impose, au télescope, d'employer un grossissement suffisamment faible pour pouvoir l'observer en entier. L'utilisation d'un filtre UHC, très efficace pour ce type de nébuleuse, peut permettre d'observer la nébuleuse avec plus de détails.

## Galerie

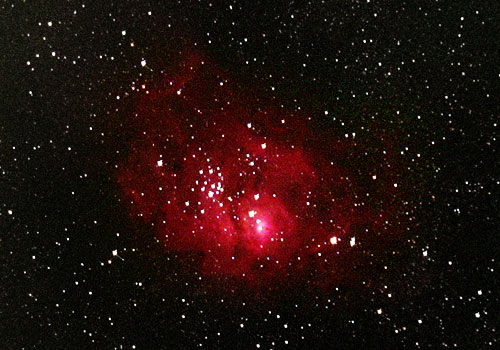
La nébuleuse photographiée via un télescope amateur de 130 mm.
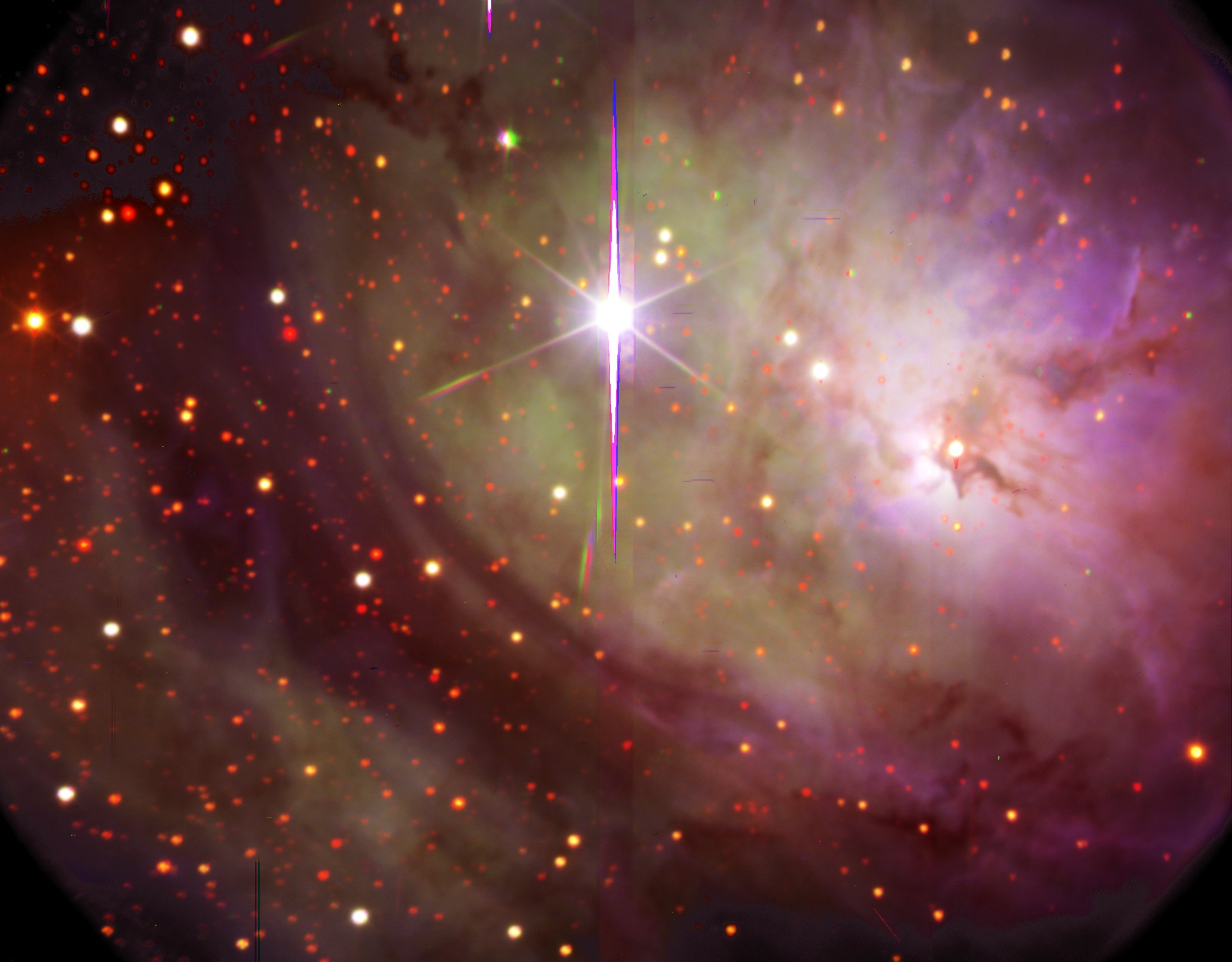
La région centrale de la nébuleuse, prise par le Grand télescope d'Afrique australe.
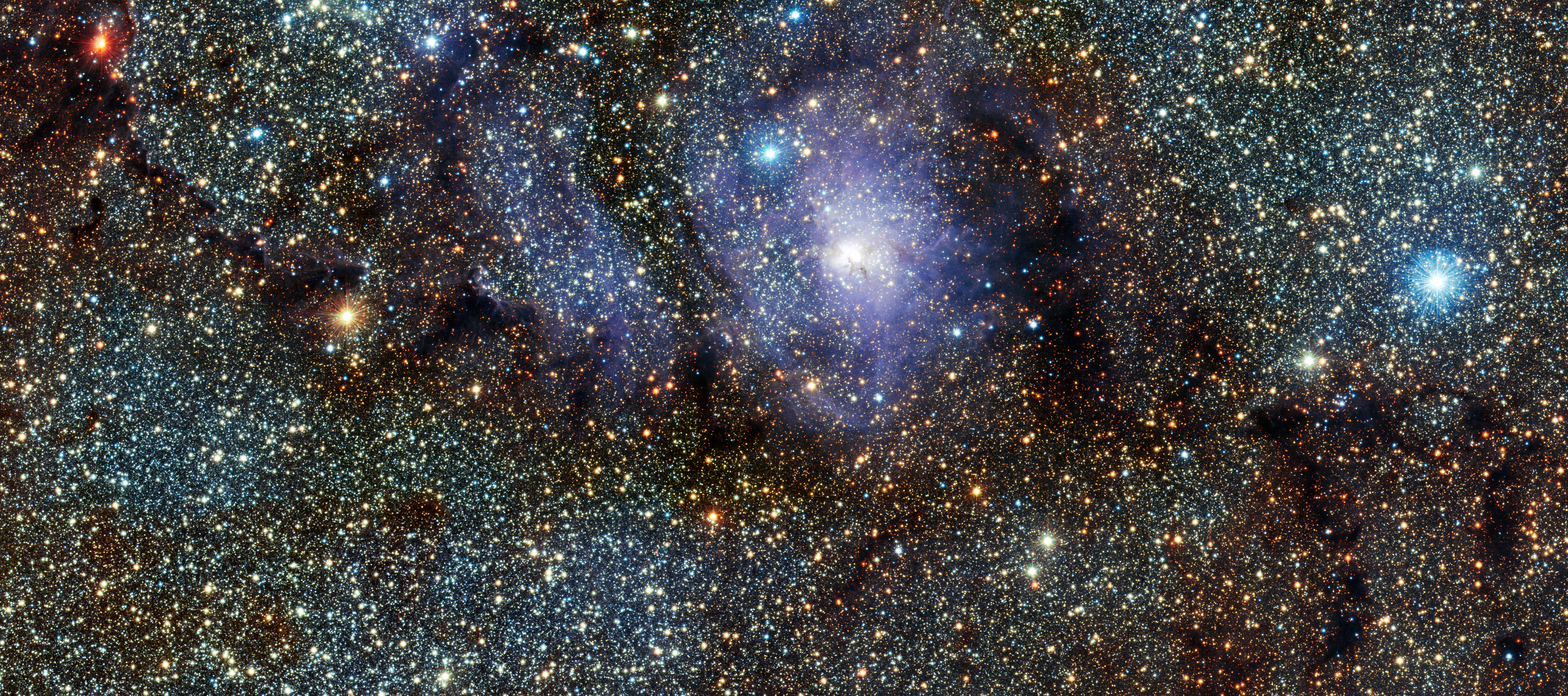
Vue infrarouge de la nébuleuse, par le télescope VISTA, au Chili.
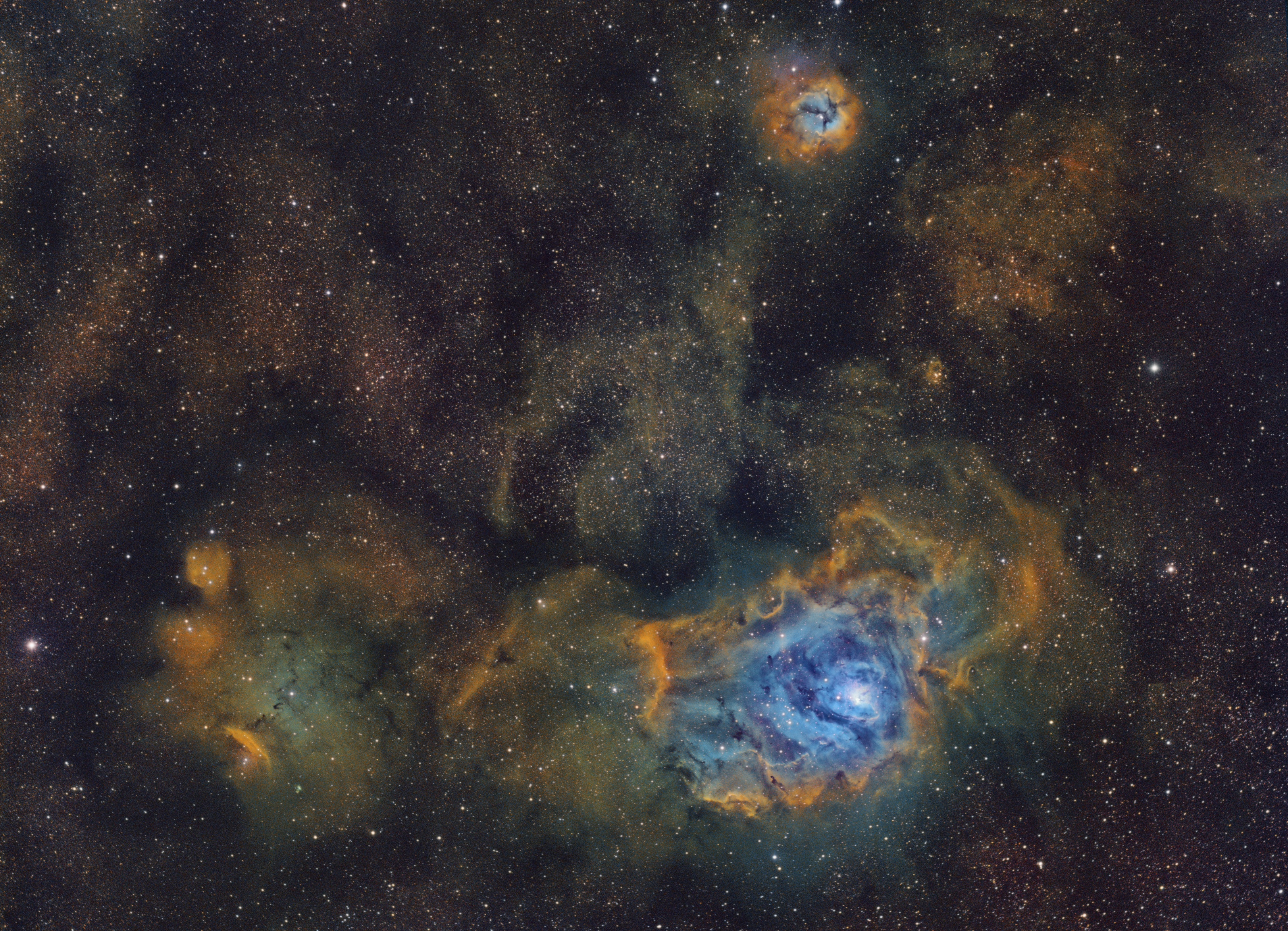
Vue d'ensemble montrant la nébuleuse de la Lagune en bas, et la nébuleuse Trifide en haut, en fausses couleurs.
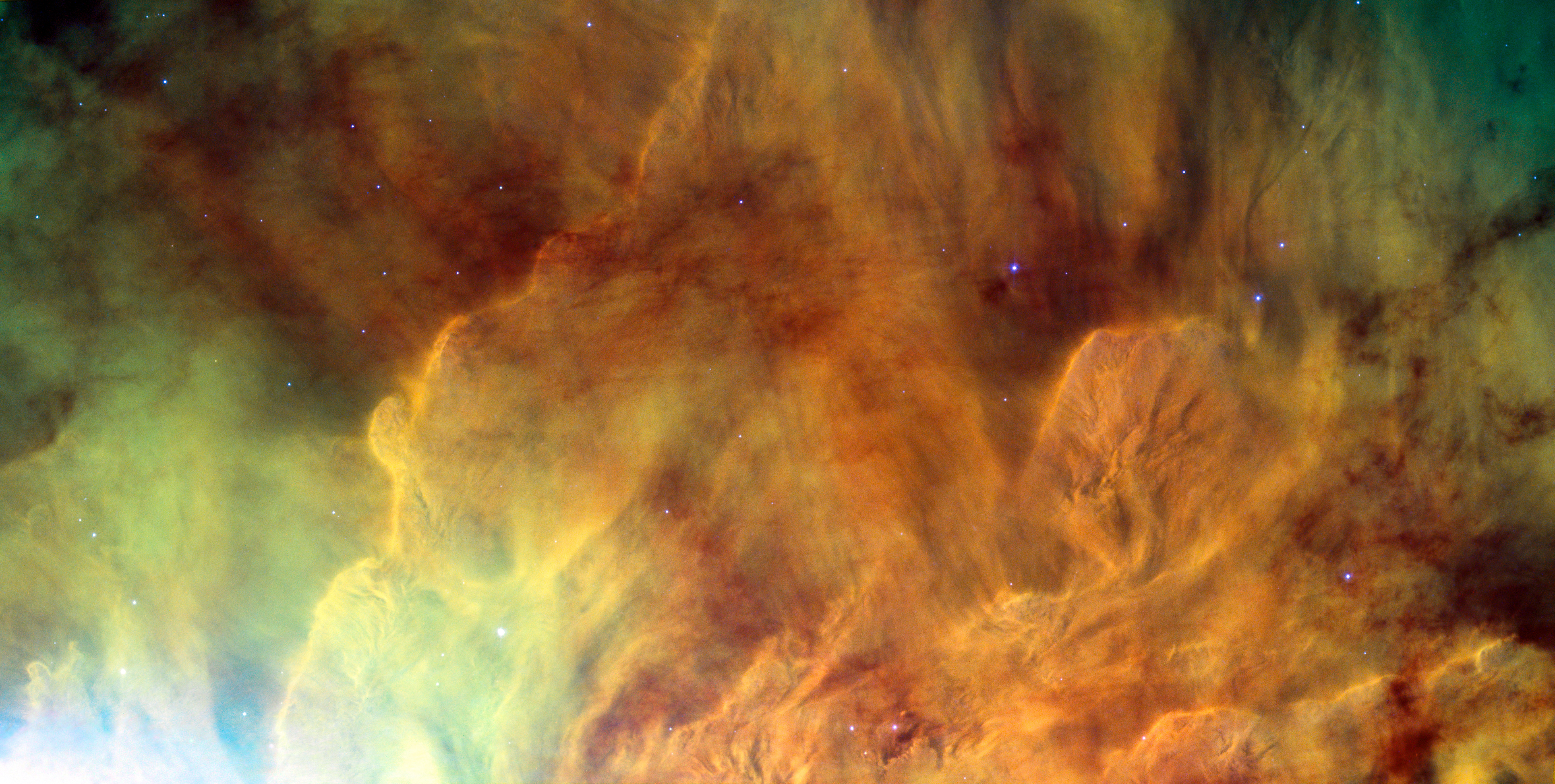
La nébuleuse en lumière visible captée par l'appareil ACS du télescope spatial Hubble.
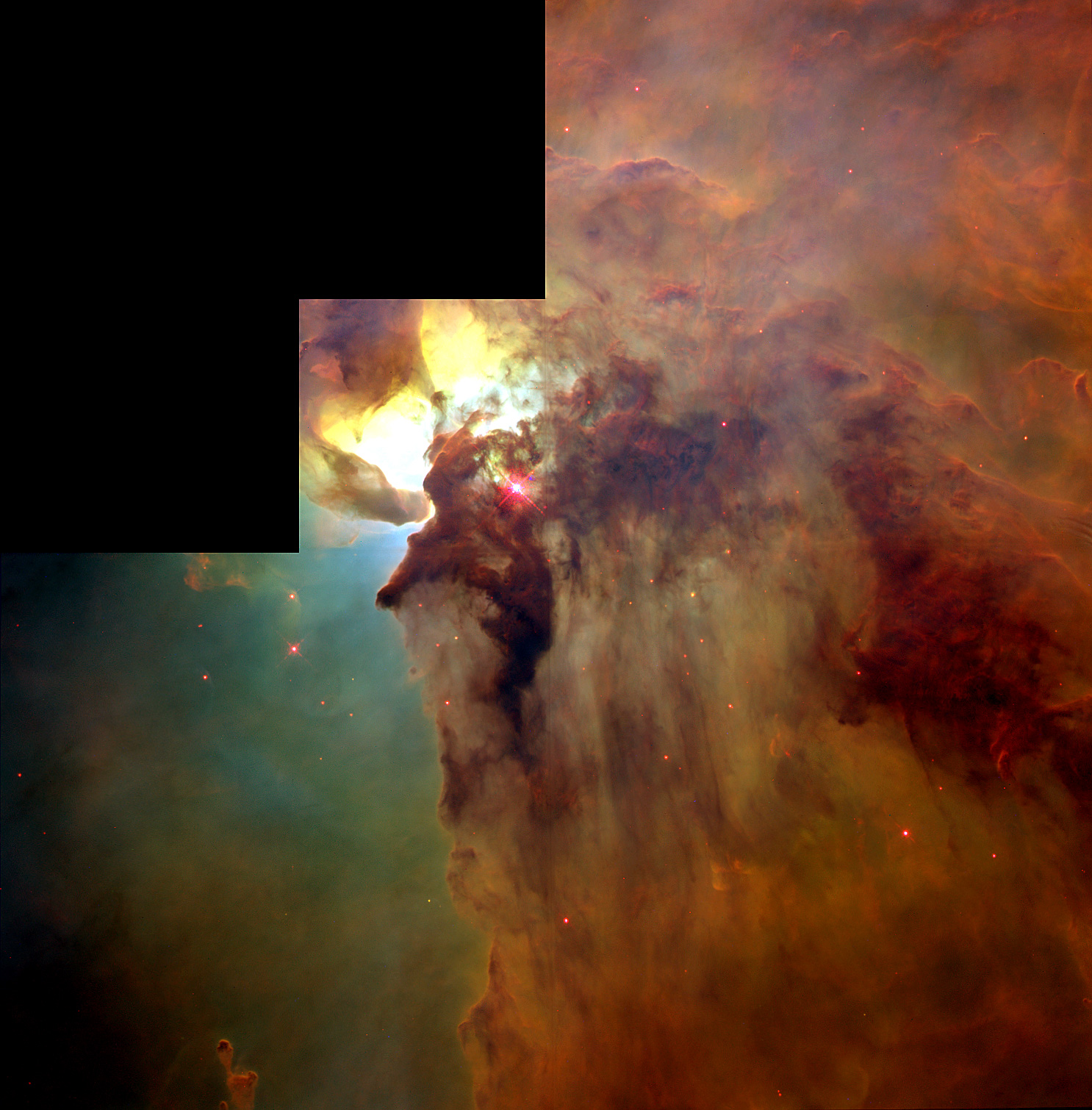
Gros plan d'une région de la nébuleuse par le télescope spatial Hubble.
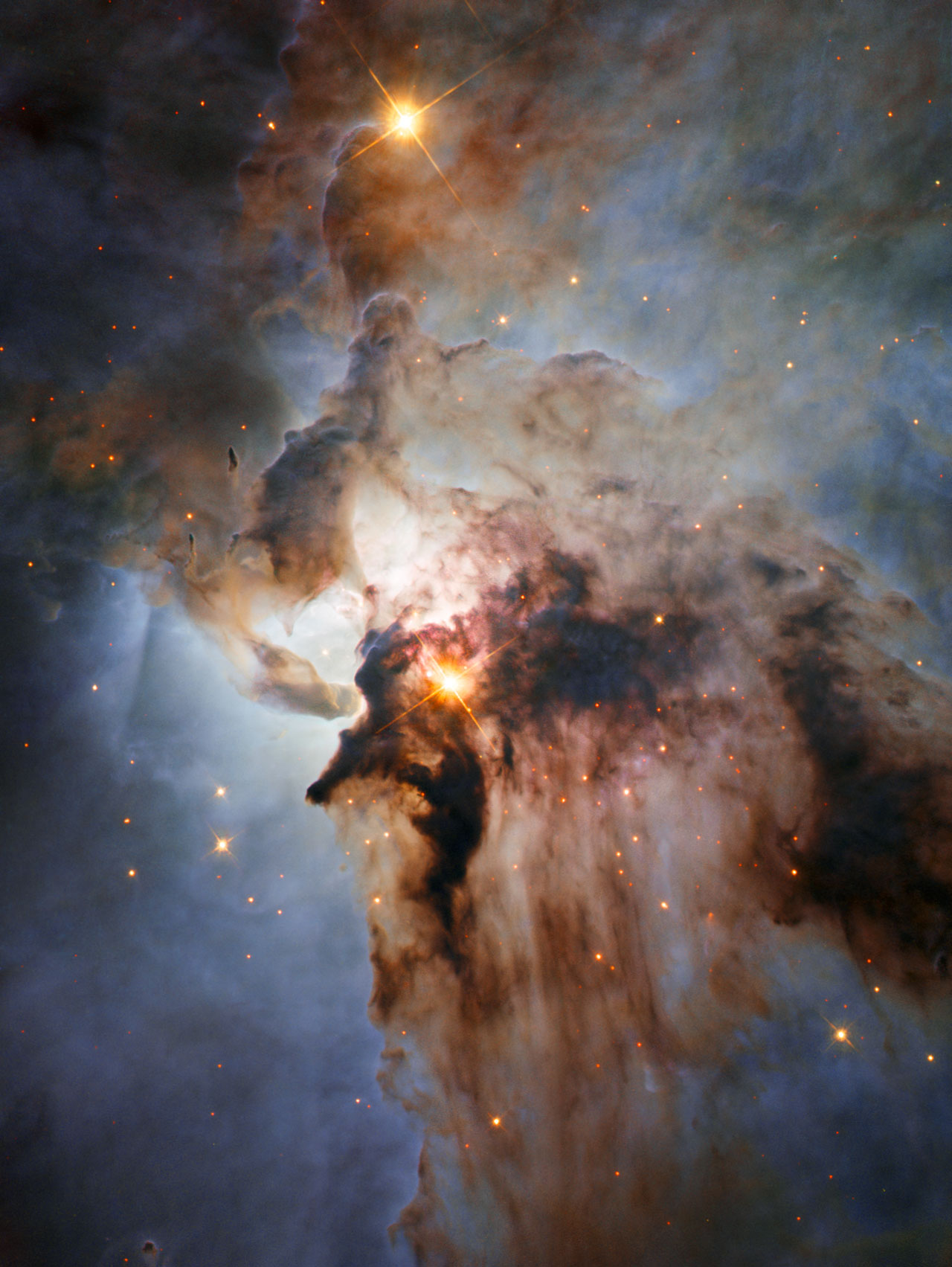
Image de Messier 8 captée par le télescope spatial Hubble en 2015.
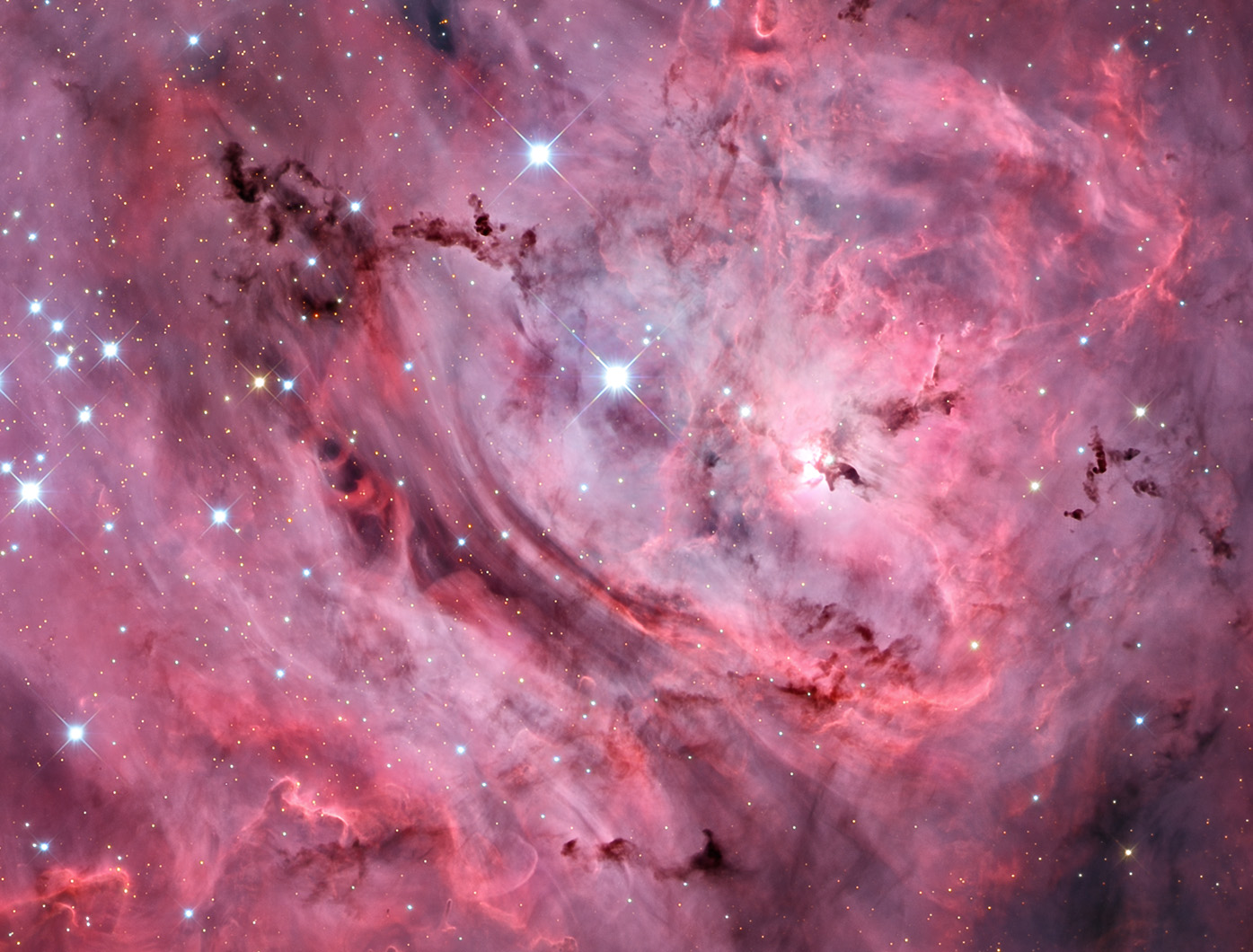
Au centre de la nébuleuse de la Lagune (Adam Block (Observatoire du mont Lemmon/Université de l'Arizona)).
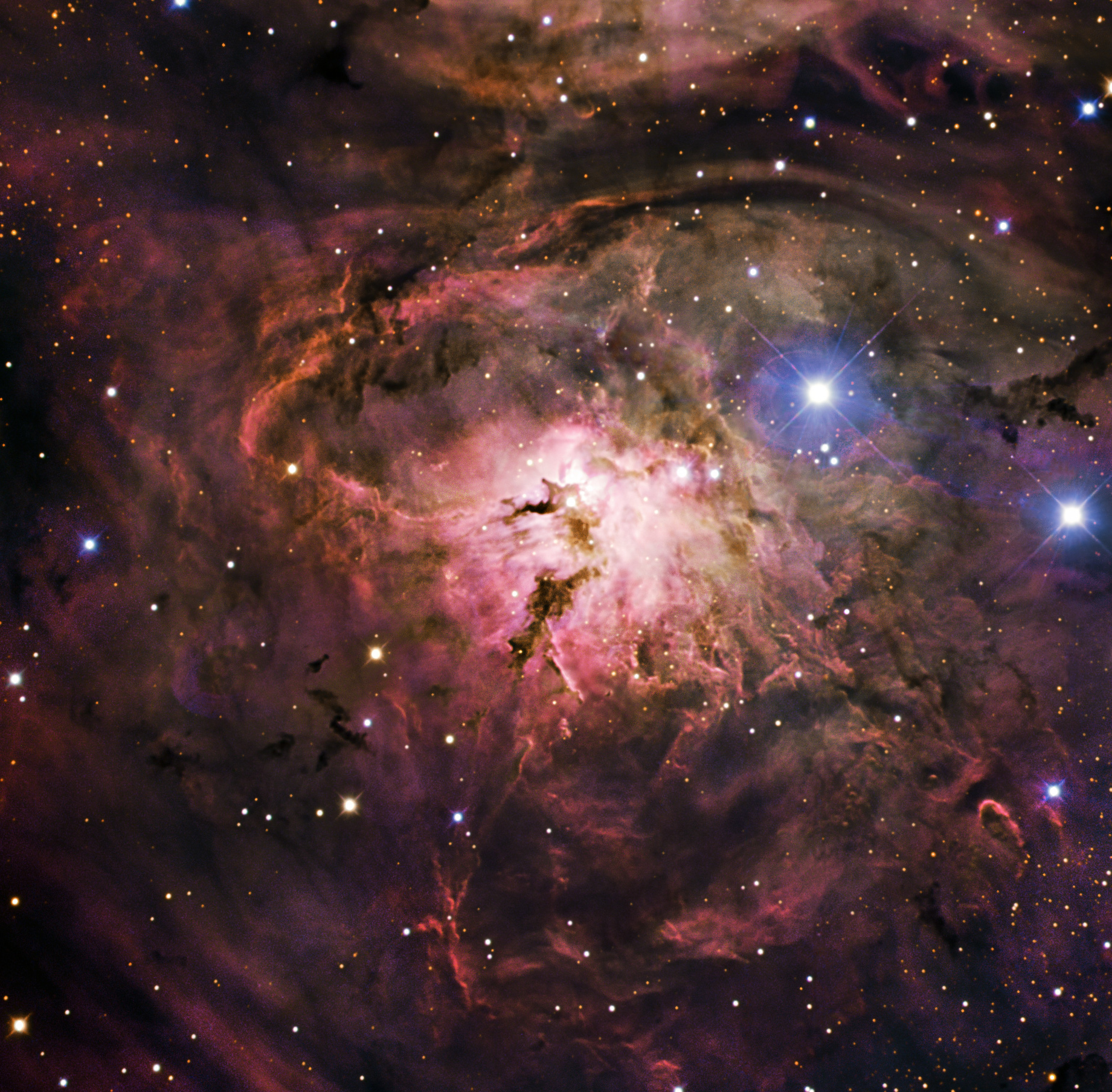
Cette image prise à travers trois filtres (B, V, R) a été captée par le télescope télescope Danois de 1,5 mètre de l'observatoire de La Silla.